# ATP World Tour 2017
ATP World Tour 2017 – sezon profesjonalnych męskich turniejów tenisowych organizowanych przez Association of Tennis Professionals w 2017 roku. ATP World Tour 2017 obejmuje turnieje wielkoszlemowe (organizowane przez Międzynarodową Federację Tenisową), turnieje rangi ATP World Tour Masters 1000, ATP World Tour 500, ATP World Tour 250, zawody Pucharu Davisa (organizowane przez ITF) oraz kończące sezon zawody ATP Finals.

## Kalendarz turniejów
| Wielki Szlem                |
| ATP Finals                  |
| ATP World Tour Masters 1000 |
| ATP World Tour 500          |
| ATP World Tour 250          |

### Styczeń
| Tydzień | Data        | Turniej                                                                | Zwycięzcy                             | Wynik                   | Finaliści                     | Półfinaliści                     | Ćwierćfinaliści                                                      |
| ------- | ----------- | ---------------------------------------------------------------------- | ------------------------------------- | ----------------------- | ----------------------------- | -------------------------------- | -------------------------------------------------------------------- |
| 1.      | 2 stycznia  | Qatar ExxonMobil Open Doha ATP World Tour 250 1 334 270 $ – Twarda     | Novak Đoković                         | 6:3, 5:7, 6:4           | Andy Murray                   | Tomáš Berdych Fernando Verdasco  | Nicolás Almagro Ivo Karlović Radek Štěpánek Jo-Wilfried Tsonga       |
| 1.      | 2 stycznia  | Qatar ExxonMobil Open Doha ATP World Tour 250 1 334 270 $ – Twarda     | Jérémy Chardy Fabrice Martin          | 6:4, 7:6(3)             | Vasek Pospisil Radek Štěpánek | Tomáš Berdych Fernando Verdasco  | Nicolás Almagro Ivo Karlović Radek Štěpánek Jo-Wilfried Tsonga       |
| 1.      | 2 stycznia  | Aircel Chennai Open Ćennaj ATP World Tour 250 505 730 $ – Twarda       | Roberto Bautista-Agut                 | 6:3, 6:4                | Daniił Miedwiediew            | Benoît Paire Dudi Sela           | Aljaž Bedene Michaił Jużny Jozef Kovalík Albert Ramos-Viñolas        |
| 1.      | 2 stycznia  | Aircel Chennai Open Ćennaj ATP World Tour 250 505 730 $ – Twarda       | Rohan Bopanna Jeevan Nedunchezhiyan   | 6:3, 6:4                | Purav Raja Divij Sharan       | Benoît Paire Dudi Sela           | Aljaž Bedene Michaił Jużny Jozef Kovalík Albert Ramos-Viñolas        |
| 1.      | 2 stycznia  | Brisbane International Brisbane ATP World Tour 250 495 630 $ – Twarda  | Grigor Dimitrow                       | 6:2, 2:6, 6:3           | Kei Nishikori                 | Milos Raonic Stan Wawrinka       | Kyle Edmund Rafael Nadal Dominic Thiem Jordan Thompson               |
| 1.      | 2 stycznia  | Brisbane International Brisbane ATP World Tour 250 495 630 $ – Twarda  | Thanasi Kokkinakis Jordan Thompson    | 7:6(7), 6:4             | Gilles Müller Sam Querrey     | Milos Raonic Stan Wawrinka       | Kyle Edmund Rafael Nadal Dominic Thiem Jordan Thompson               |
| 2.      | 9 stycznia  | ASB Classic Auckland ATP World Tour 250 508 360 $ – Twarda             | Jack Sock                             | 6:3, 5:7, 6:3           | João Sousa                    | Steve Johnson Markos Pagdatis    | Jérémy Chardy John Isner Robin Haase Jiří Veselý                     |
| 2.      | 9 stycznia  | ASB Classic Auckland ATP World Tour 250 508 360 $ – Twarda             | Marcin Matkowski Aisam-ul-Haq Qureshi | 1:6, 6:2, 10–3          | Jonatan Erlich Scott Lipsky   | Steve Johnson Markos Pagdatis    | Jérémy Chardy John Isner Robin Haase Jiří Veselý                     |
| 2.      | 9 stycznia  | Apia International Sydney Sydney ATP World Tour 250 495 630 $ – Twarda | Gilles Müller                         | 7:6(5), 6:2             | Daniel Evans                  | Andriej Kuzniecow Viktor Troicki | Pablo Carreño-Busta Pablo Cuevas Philipp Kohlschreiber Dominic Thiem |
| 2.      | 9 stycznia  | Apia International Sydney Sydney ATP World Tour 250 495 630 $ – Twarda | Wesley Koolhof Matwé Middelkoop       | 6:3, 7:5                | Jamie Murray Bruno Soares     | Andriej Kuzniecow Viktor Troicki | Pablo Carreño-Busta Pablo Cuevas Philipp Kohlschreiber Dominic Thiem |
| 3.–4.   | 18 stycznia | Australian Open Melbourne Wielki Szlem 22 624 000 A$ – Twarda          | Roger Federer                         | 6:4, 3:6, 6:1, 3:6, 6:3 | Rafael Nadal                  | Grigor Dimitrow Stan Wawrinka    | David Goffin Milos Raonic Jo-Wilfried Tsonga Mischa Zverev           |
| 3.–4.   | 18 stycznia | Australian Open Melbourne Wielki Szlem 22 624 000 A$ – Twarda          | Henri Kontinen John Peers             | 7:5, 7:5                | Bob Bryan Mike Bryan          | Grigor Dimitrow Stan Wawrinka    | David Goffin Milos Raonic Jo-Wilfried Tsonga Mischa Zverev           |

### Luty
| Tydzień | Data      | Turniej                                                                                   | Zwycięzcy                         | Wynik               | Finaliści                         | Półfinaliści                               | Ćwierćfinaliści                                                       |
| ------- | --------- | ----------------------------------------------------------------------------------------- | --------------------------------- | ------------------- | --------------------------------- | ------------------------------------------ | --------------------------------------------------------------------- |
| 6.      | 6 lutego  | Open Sud de France Montpellier ATP World Tour 250 540 310 € – Twarda (hala)               | Alexander Zverev                  | 7:6(4), 6:3         | Richard Gasquet                   | Benoît Paire Jo-Wilfried Tsonga            | Dustin Brown Jérémy Chardy Kenny de Schepper Daniił Miedwiediew       |
| 6.      | 6 lutego  | Open Sud de France Montpellier ATP World Tour 250 540 310 € – Twarda (hala)               | Alexander Zverev Mischa Zverev    | 6:4, 6:7(3), 10–7   | Fabrice Martin Daniel Nestor      | Benoît Paire Jo-Wilfried Tsonga            | Dustin Brown Jérémy Chardy Kenny de Schepper Daniił Miedwiediew       |
| 6.      | 6 lutego  | Garanti Koza Sofia Open Sofia ATP World Tour 250 540 310 € – Twarda (hala)                | Grigor Dimitrow                   | 7:5, 6:4            | David Goffin                      | Nikoloz Basilaszwili Roberto Bautista-Agut | Steve Darcis Martin Kližan Gilles Müller Viktor Troicki               |
| 6.      | 6 lutego  | Garanti Koza Sofia Open Sofia ATP World Tour 250 540 310 € – Twarda (hala)                | Viktor Troicki Nenad Zimonjić     | 6:4, 6:4            | Michaił Jełgin Andriej Kuzniecow  | Nikoloz Basilaszwili Roberto Bautista-Agut | Steve Darcis Martin Kližan Gilles Müller Viktor Troicki               |
| 6.      | 6 lutego  | Ecuador Open Quito Quito ATP World Tour 250 540 310 $ – Ceglana                           | Víctor Estrella                   | 6:7(2), 7:5, 7:6(6) | Paolo Lorenzi                     | Thomaz Bellucci Albert Ramos-Viñolas       | Roberto Carballés Baena Federico Gaio Renzo Olivo Rajeev Ram          |
| 6.      | 6 lutego  | Ecuador Open Quito Quito ATP World Tour 250 540 310 $ – Ceglana                           | James Cerretani Philipp Oswald    | 6:3, 2:1 krecz      | Julio Peralta Horacio Zeballos    | Thomaz Bellucci Albert Ramos-Viñolas       | Roberto Carballés Baena Federico Gaio Renzo Olivo Rajeev Ram          |
| 7.      | 13 lutego | ABN AMRO World Tennis Tournament Rotterdam ATP World Tour 500 1 854 365 € – Twarda (hala) | Jo-Wilfried Tsonga                | 4:6, 6:4, 6:1       | David Goffin                      | Tomáš Berdych Pierre-Hugues Herbert        | Marin Čilić Grigor Dimitrow Martin Kližan Dominic Thiem               |
| 7.      | 13 lutego | ABN AMRO World Tennis Tournament Rotterdam ATP World Tour 500 1 854 365 € – Twarda (hala) | Ivan Dodig Marcel Granollers      | 7:6(5), 6:3         | Wesley Koolhof Matwé Middelkoop   | Tomáš Berdych Pierre-Hugues Herbert        | Marin Čilić Grigor Dimitrow Martin Kližan Dominic Thiem               |
| 7.      | 13 lutego | Memphis Open Memphis ATP World Tour 250 720 410 $ – Twarda (hala)                         | Ryan Harrison                     | 6:1, 6:4            | Nikoloz Basilaszwili              | Michaił Kukuszkin Donald Young             | Damir Džumhur Matthew Ebden John Isner Steve Johnson                  |
| 7.      | 13 lutego | Memphis Open Memphis ATP World Tour 250 720 410 $ – Twarda (hala)                         | Brian Baker Nikola Mektić         | 6:3, 6:4            | Ryan Harrison Steve Johnson       | Michaił Kukuszkin Donald Young             | Damir Džumhur Matthew Ebden John Isner Steve Johnson                  |
| 7.      | 13 lutego | Argentina Open Buenos Aires ATP World Tour 250 624 340 $ – Ceglana                        | Ołeksandr Dołhopołow              | 7:6(4), 6:4         | Kei Nishikori                     | Carlos Berlocq Pablo Carreño-Busta         | Gerald Melzer Thiago Monteiro Albert Ramos-Viñolas João Sousa         |
| 7.      | 13 lutego | Argentina Open Buenos Aires ATP World Tour 250 624 340 $ – Ceglana                        | Juan Sebastián Cabal Robert Farah | 6:1, 6:4            | Santiago González David Marrero   | Carlos Berlocq Pablo Carreño-Busta         | Gerald Melzer Thiago Monteiro Albert Ramos-Viñolas João Sousa         |
| 8.      | 20 lutego | Rio Open Rio de Janeiro ATP World Tour 500 1 603 940 $ – Ceglana                          | Dominic Thiem                     | 7:5, 6:4            | Pablo Carreño-Busta               | Albert Ramos-Viñolas Casper Ruud           | Ołeksandr Dołhopołow Nicolás Kicker Thiago Monteiro Diego Schwartzman |
| 8.      | 20 lutego | Rio Open Rio de Janeiro ATP World Tour 500 1 603 940 $ – Ceglana                          | Pablo Carreño-Busta Pablo Cuevas  | 6:4, 5:7, 10–8      | Juan Sebastián Cabal Robert Farah | Albert Ramos-Viñolas Casper Ruud           | Ołeksandr Dołhopołow Nicolás Kicker Thiago Monteiro Diego Schwartzman |
| 8.      | 20 lutego | Open 13 Marsylia ATP World Tour 250 691 850 € – Twarda (hala)                             | Jo-Wilfried Tsonga                | 6:4, 6:4            | Lucas Pouille                     | Richard Gasquet Nick Kyrgios               | Norbert Gombos Daniił Miedwiediew Gaël Monfils Gilles Simon           |
| 8.      | 20 lutego | Open 13 Marsylia ATP World Tour 250 691 850 € – Twarda (hala)                             | Julien Benneteau Nicolas Mahut    | 6:4, 6:7(9), 10–5   | Robin Haase Dominic Inglot        | Richard Gasquet Nick Kyrgios               | Norbert Gombos Daniił Miedwiediew Gaël Monfils Gilles Simon           |
| 8.      | 20 lutego | Delray Beach Open Delray Beach ATP World Tour 250 599 345 $ – Twarda                      | Jack Sock                         | walkower            | Milos Raonic                      | Juan Martín del Potro Donald Young         | Steve Darcis Kyle Edmund Steve Johnson Sam Querrey                    |
| 8.      | 20 lutego | Delray Beach Open Delray Beach ATP World Tour 250 599 345 $ – Twarda                      | Raven Klaasen Rajeev Ram          | 7:5, 7:5            | Treat Huey Maks Mirny             | Juan Martín del Potro Donald Young         | Steve Darcis Kyle Edmund Steve Johnson Sam Querrey                    |
| 9.      | 27 lutego | Dubai Duty Free Tennis Championships Dubaj ATP World Tour 500 2 858 530 $ – Twarda        | Andy Murray                       | 6:3, 6:2            | Fernando Verdasco                 | Robin Haase Lucas Pouille                  | Jewgienij Donskoj Damir Džumhur Philipp Kohlschreiber Gaël Monfils    |
| 9.      | 27 lutego | Dubai Duty Free Tennis Championships Dubaj ATP World Tour 500 2 858 530 $ – Twarda        | Jean-Julien Rojer Horia Tecău     | 4:6, 6:3, 10–3      | Rohan Bopanna Marcin Matkowski    | Robin Haase Lucas Pouille                  | Jewgienij Donskoj Damir Džumhur Philipp Kohlschreiber Gaël Monfils    |
| 9.      | 27 lutego | Abierto Mexicano Telcel Acapulco ATP World Tour 500 1 633 690 $ – Twarda                  | Sam Querrey                       | 6:3, 7:6(3)         | Rafael Nadal                      | Marin Čilić Nick Kyrgios                   | Novak Đoković Steve Johnson Yoshihito Nishioka Dominic Thiem          |
| 9.      | 27 lutego | Abierto Mexicano Telcel Acapulco ATP World Tour 500 1 633 690 $ – Twarda                  | Jamie Murray Bruno Soares         | 6:3, 6:3            | John Isner Feliciano López        | Marin Čilić Nick Kyrgios                   | Novak Đoković Steve Johnson Yoshihito Nishioka Dominic Thiem          |
| 9.      | 27 lutego | Brasil Open São Paulo ATP World Tour 250 520 285 $ – Ceglana                              | Pablo Cuevas                      | 6:7(3), 6:4, 6:4    | Albert Ramos-Viñolas              | Pablo Carreño-Busta João Sousa             | Federico Delbonis Fabio Fognini Guido Pella Diego Schwartzman         |
| 9.      | 27 lutego | Brasil Open São Paulo ATP World Tour 250 520 285 $ – Ceglana                              | Rogério Dutra Silva André Sá      | 7:6(5), 5:7, 10–7   | Marcus Daniell Marcelo Demoliner  | Pablo Carreño-Busta João Sousa             | Federico Delbonis Fabio Fognini Guido Pella Diego Schwartzman         |

### Marzec
| Tydzień | Data     | Turniej                                                                        | Zwycięzcy                 | Wynik             | Finaliści                 | Półfinaliści                  | Ćwierćfinaliści                                        |
| ------- | -------- | ------------------------------------------------------------------------------ | ------------------------- | ----------------- | ------------------------- | ----------------------------- | ------------------------------------------------------ |
| 10.–11. | 6 marca  | BNP Paribas Open Indian Wells ATP World Tour Masters 1000 7 913 405 $ – Twarda | Roger Federer             | 6:4, 7:5          | Stan Wawrinka             | Pablo Carreño-Busta Jack Sock | Pablo Cuevas Nick Kyrgios Kei Nishikori Dominic Thiem  |
| 10.–11. | 6 marca  | BNP Paribas Open Indian Wells ATP World Tour Masters 1000 7 913 405 $ – Twarda | Raven Klaasen Rajeev Ram  | 6:7(1), 6:4, 10–8 | Łukasz Kubot Marcelo Melo | Pablo Carreño-Busta Jack Sock | Pablo Cuevas Nick Kyrgios Kei Nishikori Dominic Thiem  |
| 12.–13. | 20 marca | Miami Open Miami ATP World Tour Masters 1000 7 913 405 $ – Twarda              | Roger Federer             | 6:3, 6:4          | Rafael Nadal              | Fabio Fognini Nick Kyrgios    | Tomáš Berdych Kei Nishikori Jack Sock Alexander Zverev |
| 12.–13. | 20 marca | Miami Open Miami ATP World Tour Masters 1000 7 913 405 $ – Twarda              | Łukasz Kubot Marcelo Melo | 7:5, 6:3          | Nicholas Monroe Jack Sock | Fabio Fognini Nick Kyrgios    | Tomáš Berdych Kei Nishikori Jack Sock Alexander Zverev |

### Kwiecień
| Tydzień | Data        | Turniej                                                                                             | Zwycięzcy                          | Wynik            | Finaliści                         | Półfinaliści                 | Ćwierćfinaliści                                                     |
| ------- | ----------- | --------------------------------------------------------------------------------------------------- | ---------------------------------- | ---------------- | --------------------------------- | ---------------------------- | ------------------------------------------------------------------- |
| 15.     | 10 kwietnia | Fayez Sarofim & Co. US Men’s Clay Court Championship Houston ATP World Tour 250 600 345 $ – Ceglana | Steve Johnson                      | 6:4, 4:6, 7:6(5) | Thomaz Bellucci                   | Ernesto Escobedo Jack Sock   | John Isner Feliciano López Sam Querrey Fernando Verdasco            |
| 15.     | 10 kwietnia | Fayez Sarofim & Co. US Men’s Clay Court Championship Houston ATP World Tour 250 600 345 $ – Ceglana | Julio Peralta Horacio Zeballos     | 4:6, 7:5, 10–6   | Dustin Brown Frances Tiafoe       | Ernesto Escobedo Jack Sock   | John Isner Feliciano López Sam Querrey Fernando Verdasco            |
| 15.     | 10 kwietnia | Grand Prix Hassan II Marrakesz ATP World Tour 250 540 310 € – Ceglana                               | Borna Ćorić                        | 5:7, 7:6(3), 7:5 | Philipp Kohlschreiber             | Benoît Paire Jiří Veselý     | Paolo Lorenzi Albert Ramos-Viñolas Tommy Robredo Jan-Lennard Struff |
| 15.     | 10 kwietnia | Grand Prix Hassan II Marrakesz ATP World Tour 250 540 310 € – Ceglana                               | Dominic Inglot Mate Pavić          | 6:4, 2:6, 11–9   | Marcel Granollers Marc López      | Benoît Paire Jiří Veselý     | Paolo Lorenzi Albert Ramos-Viñolas Tommy Robredo Jan-Lennard Struff |
| 16.     | 17 kwietnia | Monte-Carlo Rolex Masters Monte Carlo ATP World Tour Masters 1000 4 301 125 € – Ceglana             | Rafael Nadal                       | 6:1, 6:3         | Albert Ramos-Viñolas              | David Goffin Lucas Pouille   | Marin Čilić Pablo Cuevas Novak Đoković Diego Schwartzman            |
| 16.     | 17 kwietnia | Monte-Carlo Rolex Masters Monte Carlo ATP World Tour Masters 1000 4 301 125 € – Ceglana             | Rohan Bopanna Pablo Cuevas         | 6:3, 3:6, 10–4   | Feliciano López Marc López        | David Goffin Lucas Pouille   | Marin Čilić Pablo Cuevas Novak Đoković Diego Schwartzman            |
| 17.     | 24 kwietnia | Barcelona Open Banc Sabadell Barcelona ATP World Tour 500 2 373 330 € – Ceglana                     | Rafael Nadal                       | 6:4, 6:1         | Dominic Thiem                     | Andy Murray Horacio Zeballos | Karen Chaczanow Chung Hyeon Albert Ramos-Viñolas Yūichi Sugita      |
| 17.     | 24 kwietnia | Barcelona Open Banc Sabadell Barcelona ATP World Tour 500 2 373 330 € – Ceglana                     | Florin Mergea Aisam-ul-Haq Qureshi | 6:4, 6:3         | Philipp Petzschner Alexander Peya | Andy Murray Horacio Zeballos | Karen Chaczanow Chung Hyeon Albert Ramos-Viñolas Yūichi Sugita      |
| 17.     | 24 kwietnia | Hungarian Open Budapeszt ATP World Tour 250 540 310 € – Ceglana                                     | Lucas Pouille                      | 6:3, 6:1         | Aljaž Bedene                      | Laslo Đere Paolo Lorenzi     | Ivo Karlović Martin Kližan Andriej Kuzniecow Fernando Verdasco      |
| 17.     | 24 kwietnia | Hungarian Open Budapeszt ATP World Tour 250 540 310 € – Ceglana                                     | Brian Baker Nikola Mektić          | 7:6(2), 6:4      | Juan Sebastián Cabal Robert Farah | Laslo Đere Paolo Lorenzi     | Ivo Karlović Martin Kližan Andriej Kuzniecow Fernando Verdasco      |

### Maj
| Tydzień | Data    | Turniej                                                                            | Zwycięzcy                           | Wynik               | Finaliści                            | Półfinaliści                      | Ćwierćfinaliści                                                    |
| ------- | ------- | ---------------------------------------------------------------------------------- | ----------------------------------- | ------------------- | ------------------------------------ | --------------------------------- | ------------------------------------------------------------------ |
| 18.     | 1 maja  | Millennium Estoril Open Estoril ATP World Tour 250 540 310 € – Ceglana             | Pablo Carreño-Busta                 | 6:2, 7:6(5)         | Gilles Müller                        | Kevin Anderson David Ferrer       | Nicolás Almagro Taro Daniel Richard Gasquet Ryan Harrison          |
| 18.     | 1 maja  | Millennium Estoril Open Estoril ATP World Tour 250 540 310 € – Ceglana             | Ryan Harrison Michael Venus         | 7:5, 6:2            | David Marrero Tommy Robredo          | Kevin Anderson David Ferrer       | Nicolás Almagro Taro Daniel Richard Gasquet Ryan Harrison          |
| 18.     | 1 maja  | BMW Open Monachium ATP World Tour 250 540 310 € – Ceglana                          | Alexander Zverev                    | 6:4, 6:3            | Guido Pella                          | Roberto Bautista-Agut Chung Hyeon | Yannick Hanfmann Martin Kližan Jan-Lennard Struff Horacio Zeballos |
| 18.     | 1 maja  | BMW Open Monachium ATP World Tour 250 540 310 € – Ceglana                          | Juan Sebastián Cabal Robert Farah   | 6:3, 6:3            | Jérémy Chardy Fabrice Martin         | Roberto Bautista-Agut Chung Hyeon | Yannick Hanfmann Martin Kližan Jan-Lennard Struff Horacio Zeballos |
| 18.     | 1 maja  | TEB BNP Paribas Istanbul Open Stambuł ATP World Tour 250 497 255 € – Ceglana       | Marin Čilić                         | 7:6(3), 6:3         | Milos Raonic                         | Diego Schwartzman Viktor Troicki  | Steve Darcis Laslo Đere Dušan Lajović Bernard Tomic                |
| 18.     | 1 maja  | TEB BNP Paribas Istanbul Open Stambuł ATP World Tour 250 497 255 € – Ceglana       | Roman Jebavý Jiří Veselý            | 6:0, 6:0            | Tuna Altuna Alessandro Motti         | Diego Schwartzman Viktor Troicki  | Steve Darcis Laslo Đere Dušan Lajović Bernard Tomic                |
| 19.     | 8 maja  | Mutua Madrid Open Madryt ATP World Tour Masters 1000 6 408 230 € – Ceglana         | Rafael Nadal                        | 7:6(8), 6:4         | Dominic Thiem                        | Pablo Cuevas Novak Đoković        | Borna Ćorić David Goffin Kei Nishikori Alexander Zverev            |
| 19.     | 8 maja  | Mutua Madrid Open Madryt ATP World Tour Masters 1000 6 408 230 € – Ceglana         | Łukasz Kubot Marcelo Melo           | 7:5, 6:3            | Nicolas Mahut Édouard Roger-Vasselin | Pablo Cuevas Novak Đoković        | Borna Ćorić David Goffin Kei Nishikori Alexander Zverev            |
| 20.     | 15 maja | Internazionali BNL d’Italia Rzym ATP World Tour Masters 1000 4 507 375 € – Ceglana | Alexander Zverev                    | 6:4, 6:3            | Novak Đoković                        | John Isner Dominic Thiem          | Marin Čilić Juan Martín del Potro Rafael Nadal Milos Raonic        |
| 20.     | 15 maja | Internazionali BNL d’Italia Rzym ATP World Tour Masters 1000 4 507 375 € – Ceglana | Pierre-Hugues Herbert Nicolas Mahut | 4:6, 6:4, 10–3      | Ivan Dodig Marcel Granollers         | John Isner Dominic Thiem          | Marin Čilić Juan Martín del Potro Rafael Nadal Milos Raonic        |
| 21.     | 22 maja | Geneva Open Genewa ATP World Tour 250 540 310 € – Ceglana                          | Stan Wawrinka                       | 4:6, 6:3, 6:3       | Mischa Zverev                        | Andriej Kuzniecow Kei Nishikori   | Kevin Anderson Steve Johnson Sam Querrey Cedrik-Marcel Stebe       |
| 21.     | 22 maja | Geneva Open Genewa ATP World Tour 250 540 310 € – Ceglana                          | Jean-Julien Rojer Horia Tecău       | 2:6, 7:6(9), 10–6   | Juan Sebastián Cabal Robert Farah    | Andriej Kuzniecow Kei Nishikori   | Kevin Anderson Steve Johnson Sam Querrey Cedrik-Marcel Stebe       |
| 21.     | 22 maja | Lyon Open Lyon ATP World Tour 250 540 310 € – Ceglana                              | Jo-Wilfried Tsonga                  | 7:6(2), 7:5         | Tomáš Berdych                        | Nikoloz Basilaszwili Milos Raonic | Karen Chaczanow Gastão Elias Nicolás Kicker Gilles Simon           |
| 21.     | 22 maja | Lyon Open Lyon ATP World Tour 250 540 310 € – Ceglana                              | Andrés Molteni Adil Shamasdin       | 6:3, 3:6, 10–5      | Marcus Daniell Marcelo Demoliner     | Nikoloz Basilaszwili Milos Raonic | Karen Chaczanow Gastão Elias Nicolás Kicker Gilles Simon           |
| 22.–23. | 29 maja | French Open Paryż Wielki Szlem 12 780 000 € – Ceglana                              | Rafael Nadal                        | 6:2, 6:3, 6:1       | Stan Wawrinka                        | Andy Murray Dominic Thiem         | Pablo Carreño-Busta Marin Čilić Novak Đoković Kei Nishikori        |
| 22.–23. | 29 maja | French Open Paryż Wielki Szlem 12 780 000 € – Ceglana                              | Ryan Harrison Michael Venus         | 7:6(5), 6:7(4), 6:3 | Santiago González Donald Young       | Andy Murray Dominic Thiem         | Pablo Carreño-Busta Marin Čilić Novak Đoković Kei Nishikori        |

### Czerwiec
| Tydzień | Data       | Turniej                                                                            | Zwycięzcy                             | Wynik               | Finaliści                               | Półfinaliści                       | Ćwierćfinaliści                                                  |
| ------- | ---------- | ---------------------------------------------------------------------------------- | ------------------------------------- | ------------------- | --------------------------------------- | ---------------------------------- | ---------------------------------------------------------------- |
| 24.     | 12 czerwca | MercedesCup Stuttgart ATP World Tour 250 701 975 € – Trawiasta                     | Lucas Pouille                         | 4:6, 7:6(5), 6:4    | Feliciano López                         | Benoît Paire Mischa Zverev         | Tomáš Berdych Tommy Haas Jerzy Janowicz Philipp Kohlschreiber    |
| 24.     | 12 czerwca | MercedesCup Stuttgart ATP World Tour 250 701 975 € – Trawiasta                     | Jamie Murray Bruno Soares             | 6:7(4), 7:5, 10–5   | Oliver Marach Mate Pavić                | Benoît Paire Mischa Zverev         | Tomáš Berdych Tommy Haas Jerzy Janowicz Philipp Kohlschreiber    |
| 24.     | 12 czerwca | Ricoh Open ’s-Hertogenbosch ATP World Tour 250 660 375 € – Trawiasta               | Gilles Müller                         | 7:6(5), 7:6(4)      | Ivo Karlović                            | Marin Čilić Alexander Zverev       | Aljaž Bedene Julien Benneteau Daniił Miedwiediew Vasek Pospisil  |
| 24.     | 12 czerwca | Ricoh Open ’s-Hertogenbosch ATP World Tour 250 660 375 € – Trawiasta               | Łukasz Kubot Marcelo Melo             | 6:3, 6:4            | Raven Klaasen Rajeev Ram                | Marin Čilić Alexander Zverev       | Aljaž Bedene Julien Benneteau Daniił Miedwiediew Vasek Pospisil  |
| 25.     | 19 czerwca | Aegon Championships Londyn ATP World Tour 500 1 966 095 € – Trawiasta              | Feliciano López                       | 4:6, 7:6(2), 7:6(8) | Marin Čilić                             | Grigor Dimitrow Gilles Müller      | Tomáš Berdych Daniił Miedwiediew Sam Querrey Donald Young        |
| 25.     | 19 czerwca | Aegon Championships Londyn ATP World Tour 500 1 966 095 € – Trawiasta              | Jamie Murray Bruno Soares             | 6:2, 6:3            | Julien Benneteau Édouard Roger-Vasselin | Grigor Dimitrow Gilles Müller      | Tomáš Berdych Daniił Miedwiediew Sam Querrey Donald Young        |
| 25.     | 19 czerwca | Gerry Weber Open Halle ATP World Tour 500 1 966 095 € – Trawiasta                  | Roger Federer                         | 6:1, 6:3            | Alexander Zverev                        | Karen Chaczanow Richard Gasquet    | Roberto Bautista-Agut Robin Haase Florian Mayer Andriej Rublow   |
| 25.     | 19 czerwca | Gerry Weber Open Halle ATP World Tour 500 1 966 095 € – Trawiasta                  | Łukasz Kubot Marcelo Melo             | 5:7, 6:3, 10–8      | Alexander Zverev Mischa Zverev          | Karen Chaczanow Richard Gasquet    | Roberto Bautista-Agut Robin Haase Florian Mayer Andriej Rublow   |
| 26.     | 26 czerwca | Aegon International Eastbourne Eastbourne ATP World Tour 250 693 910 € – Trawiasta | Novak Đoković                         | 6:3, 6:4            | Gaël Monfils                            | Richard Gasquet Daniił Miedwiediew | John Isner Steve Johnson Bernard Tomic Donald Young              |
| 26.     | 26 czerwca | Aegon International Eastbourne Eastbourne ATP World Tour 250 693 910 € – Trawiasta | Bob Bryan Mike Bryan                  | 6:7(4), 6:4, 10–3   | Rohan Bopanna André Sá                  | Richard Gasquet Daniił Miedwiediew | John Isner Steve Johnson Bernard Tomic Donald Young              |
| 26.     | 26 czerwca | Antalya Open Antalya ATP World Tour 250 497 255 $ – Trawiasta                      | Yūichi Sugita                         | 6:1, 7:6(4)         | Adrian Mannarino                        | Markos Pagdatis Andreas Seppi      | Radu Albot Daniel Altmaier Ramkumar Ramanathan Fernando Verdasco |
| 26.     | 26 czerwca | Antalya Open Antalya ATP World Tour 250 497 255 $ – Trawiasta                      | Robert Lindstedt Aisam-ul-Haq Qureshi | 7:5, 4:1 krecz      | Oliver Marach Mate Pavić                | Markos Pagdatis Andreas Seppi      | Radu Albot Daniel Altmaier Ramkumar Ramanathan Fernando Verdasco |

### Lipiec
| Tydzień | Data     | Turniej                                                                            | Zwycięzcy                        | Wynik                        | Finaliści                                 | Półfinaliści                            | Ćwierćfinaliści                                                        |
| ------- | -------- | ---------------------------------------------------------------------------------- | -------------------------------- | ---------------------------- | ----------------------------------------- | --------------------------------------- | ---------------------------------------------------------------------- |
| 27.–28. | 3 lipca  | Wimbledon Londyn Wielki Szlem 14 840 000 £ – Trawiasta                             | Roger Federer                    | 6:3, 6:1, 6:4                | Marin Čilić                               | Tomáš Berdych Sam Querrey               | Novak Đoković Andy Murray Gilles Müller Milos Raonic                   |
| 27.–28. | 3 lipca  | Wimbledon Londyn Wielki Szlem 14 840 000 £ – Trawiasta                             | Łukasz Kubot Marcelo Melo        | 5:7, 7:5, 7:6(2), 3:6, 13:11 | Oliver Marach Mate Pavić                  | Tomáš Berdych Sam Querrey               | Novak Đoković Andy Murray Gilles Müller Milos Raonic                   |
| 29.     | 17 lipca | Hall of Fame Tennis Championships Newport ATP World Tour 250 600 345 $ – Trawiasta | John Isner                       | 6:3, 7:6(4)                  | Matthew Ebden                             | Bjorn Fratangelo Peter Gojowczyk        | Pierre-Hugues Herbert Tobias Kamke Ivo Karlović Dennis Novikov         |
| 29.     | 17 lipca | Hall of Fame Tennis Championships Newport ATP World Tour 250 600 345 $ – Trawiasta | Aisam-ul-Haq Qureshi Rajeev Ram  | 6:4, 4:6, 10–7               | Matt Reid John-Patrick Smith              | Bjorn Fratangelo Peter Gojowczyk        | Pierre-Hugues Herbert Tobias Kamke Ivo Karlović Dennis Novikov         |
| 29.     | 17 lipca | SkiStar Swedish Open Båstad ATP World Tour 250 540 310 € – Ceglana                 | David Ferrer                     | 6:4, 6:4                     | Ołeksandr Dołhopołow                      | Andriej Kuzniecow Fernando Verdasco     | Karen Chaczanow Henri Laaksonen Albert Ramos-Viñolas Diego Schwartzman |
| 29.     | 17 lipca | SkiStar Swedish Open Båstad ATP World Tour 250 540 310 € – Ceglana                 | Julian Knowle Philipp Petzschner | 6:2, 3:6, 10–7               | Sander Arends Matwé Middelkoop            | Andriej Kuzniecow Fernando Verdasco     | Karen Chaczanow Henri Laaksonen Albert Ramos-Viñolas Diego Schwartzman |
| 29.     | 17 lipca | Croatia Open Umag Umag ATP World Tour 250 540 310 € – Ceglana                      | Andriej Rublow                   | 6:4, 6:2                     | Paolo Lorenzi                             | Ivan Dodig Alessandro Giannessi         | David Goffin Fabio Fognini Jiří Veselý Rogério Dutra Silva             |
| 29.     | 17 lipca | Croatia Open Umag Umag ATP World Tour 250 540 310 € – Ceglana                      | Guillermo Durán Andrés Molteni   | 6:3, 6:7(4), 10–6            | Marin Draganja Tomislav Draganja          | Ivan Dodig Alessandro Giannessi         | David Goffin Fabio Fognini Jiří Veselý Rogério Dutra Silva             |
| 30.     | 24 lipca | German Tennis Championships Hamburg ATP World Tour 500 1 629 375 € – Ceglana       | Leonardo Mayer                   | 6:4, 4:6, 6:3                | Florian Mayer                             | Federico Delbonis Philipp Kohlschreiber | Karen Chaczanow Nicolás Kicker Diego Schwartzman Jiří Veselý           |
| 30.     | 24 lipca | German Tennis Championships Hamburg ATP World Tour 500 1 629 375 € – Ceglana       | Ivan Dodig Mate Pavić            | 6:3, 6:4                     | Pablo Cuevas Marc López                   | Federico Delbonis Philipp Kohlschreiber | Karen Chaczanow Nicolás Kicker Diego Schwartzman Jiří Veselý           |
| 30.     | 24 lipca | BB&T Atlanta Open Atlanta ATP World Tour 250 720 410 $ – Twarda                    | John Isner                       | 7:6(6), 7:6(7)               | Ryan Harrison                             | Kyle Edmund Gilles Müller               | Christopher Eubanks Lukáš Lacko Tommy Paul Jack Sock                   |
| 30.     | 24 lipca | BB&T Atlanta Open Atlanta ATP World Tour 250 720 410 $ – Twarda                    | Bob Bryan Mike Bryan             | 6:3, 6:4                     | Wesley Koolhof Artem Sitak                | Kyle Edmund Gilles Müller               | Christopher Eubanks Lukáš Lacko Tommy Paul Jack Sock                   |
| 30.     | 24 lipca | Swiss Open Gstaad Gstaad ATP World Tour 250 540 310 € – Ceglana                    | Fabio Fognini                    | 6:4, 7:5                     | Yannick Hanfmann                          | Roberto Bautista-Agut Robin Haase       | David Goffin Ernests Gulbis Denis Istomin João Sousa                   |
| 30.     | 24 lipca | Swiss Open Gstaad Gstaad ATP World Tour 250 540 310 € – Ceglana                    | Oliver Marach Philipp Oswald     | 6:3, 4:6, 10–8               | Jonathan Eysseric Franko Škugor           | Roberto Bautista-Agut Robin Haase       | David Goffin Ernests Gulbis Denis Istomin João Sousa                   |
| 31.     | 31 lipca | Citi Open Waszyngton ATP World Tour 500 2 002 460 $ – Twarda                       | Alexander Zverev                 | 6:4, 6:4                     | Kevin Anderson                            | Jack Sock Kei Nishikori                 | Yuki Bhambri Milos Raonic Daniił Miedwiediew Tommy Paul                |
| 31.     | 31 lipca | Citi Open Waszyngton ATP World Tour 500 2 002 460 $ – Twarda                       | Henri Kontinen John Peers        | 7:6(5), 6:4                  | Łukasz Kubot Marcelo Melo                 | Jack Sock Kei Nishikori                 | Yuki Bhambri Milos Raonic Daniił Miedwiediew Tommy Paul                |
| 31.     | 31 lipca | Abierto Mexicano Los Cabos Los Cabos ATP World Tour 250 727 995 $ – Twarda         | Sam Querrey                      | 6:3, 3:6, 6:2                | Thanasi Kokkinakis                        | Tomáš Berdych Damir Džumhur             | Adrian Mannarino Taylor Fritz Feliciano López Vincent Millot           |
| 31.     | 31 lipca | Abierto Mexicano Los Cabos Los Cabos ATP World Tour 250 727 995 $ – Twarda         | Juan Sebastián Cabal Treat Huey  | 6:2, 6:3                     | Sergio Galdós Roberto Maytín              | Tomáš Berdych Damir Džumhur             | Adrian Mannarino Taylor Fritz Feliciano López Vincent Millot           |
| 31.     | 31 lipca | Generali Open Kitzbühel Kitzbühel ATP World Tour 250 540 310 € – Ceglana           | Philipp Kohlschreiber            | 6:3, 6:4                     | João Sousa                                | Sebastian Ofner Fabio Fognini           | Renzo Olivo Gerald Melzer Dušan Lajović Thomaz Bellucci                |
| 31.     | 31 lipca | Generali Open Kitzbühel Kitzbühel ATP World Tour 250 540 310 € – Ceglana           | Pablo Cuevas Guillermo Durán     | 6:4, 4:6, 12-10              | Hans Podlipnik-Castillo Andrej Wasileuski | Sebastian Ofner Fabio Fognini           | Renzo Olivo Gerald Melzer Dušan Lajović Thomaz Bellucci                |

### Sierpień
| Tydzień | Data        | Turniej                                                                             | Zwycięzcy                           | Wynik          | Finaliści                      | Półfinaliści                              | Ćwierćfinaliści                                                         |
| ------- | ----------- | ----------------------------------------------------------------------------------- | ----------------------------------- | -------------- | ------------------------------ | ----------------------------------------- | ----------------------------------------------------------------------- |
| 32.     | 7 sierpnia  | Rogers Cup Montreal ATP World Tour Masters 1000 4 917 120 $ – Twarda                | Alexander Zverev                    | 6:3, 6:4       | Roger Federer                  | Denis Shapovalov Robin Haase              | Adrian Mannarino Kevin Anderson Diego Schwartzman Roberto Bautista-Agut |
| 32.     | 7 sierpnia  | Rogers Cup Montreal ATP World Tour Masters 1000 4 917 120 $ – Twarda                | Pierre-Hugues Herbert Nicolas Mahut | 6:4, 3:6, 10–6 | Rohan Bopanna Ivan Dodig       | Denis Shapovalov Robin Haase              | Adrian Mannarino Kevin Anderson Diego Schwartzman Roberto Bautista-Agut |
| 33.     | 14 sierpnia | Western & Southern Open Cincinnati ATP World Tour Masters 1000 5 244 930 $ – Twarda | Grigor Dimitrow                     | 6:3, 7:5       | Nick Kyrgios                   | David Ferrer John Isner                   | Rafael Nadal Dominic Thiem Jared Donaldson Yūichi Sugita                |
| 33.     | 14 sierpnia | Western & Southern Open Cincinnati ATP World Tour Masters 1000 5 244 930 $ – Twarda | Pierre-Hugues Herbert Nicolas Mahut | 7:6(6), 6:4    | Jamie Murray Bruno Soares      | David Ferrer John Isner                   | Rafael Nadal Dominic Thiem Jared Donaldson Yūichi Sugita                |
| 34.     | 21 sierpnia | Winston-Salem Open Winston-Salem ATP World Tour 250 748 960 $ – Twarda              | Roberto Bautista-Agut               | 6:4, 6:4       | Damir Džumhur                  | Jan-Lennard Struff Kyle Edmund            | Taylor Fritz Borna Ćorić Steve Johnson Chung Hyeon                      |
| 34.     | 21 sierpnia | Winston-Salem Open Winston-Salem ATP World Tour 250 748 960 $ – Twarda              | Jean-Julien Rojer Horia Tecău       | 6:3, 6:4       | Julio Peralta Horacio Zeballos | Jan-Lennard Struff Kyle Edmund            | Taylor Fritz Borna Ćorić Steve Johnson Chung Hyeon                      |
| 35.–36. | 28 sierpnia | US Open Nowy Jork Wielki Szlem 50 400 000 $ – Twarda                                | Rafael Nadal                        | 6:3, 6:3, 6:4  | Kevin Anderson                 | Juan Martín del Potro Pablo Carreño-Busta | Andriej Rublow Roger Federer Sam Querrey Diego Schwartzman              |
| 35.–36. | 28 sierpnia | US Open Nowy Jork Wielki Szlem 50 400 000 $ – Twarda                                | Jean-Julien Rojer Horia Tecău       | 6:4, 6:3       | Feliciano López Marc López     | Juan Martín del Potro Pablo Carreño-Busta | Andriej Rublow Roger Federer Sam Querrey Diego Schwartzman              |

### Wrzesień
| Tydzień | Data        | Turniej                                                                       | Zwycięzcy                               | Wynik            | Finaliści                        | Półfinaliści                             | Ćwierćfinaliści                                                 |
| ------- | ----------- | ----------------------------------------------------------------------------- | --------------------------------------- | ---------------- | -------------------------------- | ---------------------------------------- | --------------------------------------------------------------- |
| 38.     | 18 września | St. Petersburg Open Petersburg ATP World Tour 250 1 064 715 $ – Twarda (hala) | Damir Džumhur                           | 3:6, 6:4, 6:2    | Fabio Fognini                    | Roberto Bautista-Agut Jan-Lennard Struff | Ričardas Berankis Liam Broady Viktor Troicki Jo-Wilfried Tsonga |
| 38.     | 18 września | St. Petersburg Open Petersburg ATP World Tour 250 1 064 715 $ – Twarda (hala) | Roman Jebavý Matwé Middelkoop           | 6:4, 6:4         | Julio Peralta Horacio Zeballos   | Roberto Bautista-Agut Jan-Lennard Struff | Ričardas Berankis Liam Broady Viktor Troicki Jo-Wilfried Tsonga |
| 38.     | 18 września | Moselle Open Metz ATP World Tour 250 540 310 € – Twarda (hala)                | Peter Gojowczyk                         | 7:5, 6:2         | Benoît Paire                     | Nikoloz Basilaszwili Mischa Zverev       | Kenny de Schepper David Goffin Peter Gojowczyk Denis Istomin    |
| 38.     | 18 września | Moselle Open Metz ATP World Tour 250 540 310 € – Twarda (hala)                | Julien Benneteau Édouard Roger-Vasselin | 7:5, 6:3         | Wesley Koolhof Artem Sitak       | Nikoloz Basilaszwili Mischa Zverev       | Kenny de Schepper David Goffin Peter Gojowczyk Denis Istomin    |
| 39.     | 25 września | Chengdu Open Chengdu ATP World Tour 250 1 138 910$ – Twarda (hala)            | Denis Istomin                           | 3:2 krecz        | Markos Pagdatis                  | Guido Pella Yūichi Sugita                | Jared Donaldson Taylor Fritz Dušan Lajović Lu Yen-hsun          |
| 39.     | 25 września | Chengdu Open Chengdu ATP World Tour 250 1 138 910$ – Twarda (hala)            | Jonatan Erlich Aisam-ul-Haq Qureshi     | 6:3, 7:6(3)      | Marcus Daniell Marcelo Demoliner | Guido Pella Yūichi Sugita                | Jared Donaldson Taylor Fritz Dušan Lajović Lu Yen-hsun          |
| 39.     | 25 września | Shenzhen Open Shenzhen ATP World Tour 250 731 680$ – Twarda                   | David Goffin                            | 6:4, 6:7(5), 6:3 | Ołeksandr Dołhopołow             | Damir Džumhur Henri Laaksonen            | Dudi Sela Donald Young Zhang Zhizhen Alexander Zverev           |
| 39.     | 25 września | Shenzhen Open Shenzhen ATP World Tour 250 731 680$ – Twarda                   | Alexander Peya Rajeev Ram               | 6:3, 6:2         | Nikola Mektić Nicholas Monroe    | Damir Džumhur Henri Laaksonen            | Dudi Sela Donald Young Zhang Zhizhen Alexander Zverev           |

### Październik
| Tydzień | Data            | Turniej                                                                               | Zwycięzcy                       | Wynik                | Finaliści                              | Półfinaliści                       | Ćwierćfinaliści                                                       |
| ------- | --------------- | ------------------------------------------------------------------------------------- | ------------------------------- | -------------------- | -------------------------------------- | ---------------------------------- | --------------------------------------------------------------------- |
| 40.     | 2 października  | China Open Pekin ATP World Tour 500 4 089 265 $ – Twarda                              | Rafael Nadal                    | 6:2, 6:1             | Nick Kyrgios                           | Grigor Dimitrow Alexander Zverev   | John Isner Roberto Bautista-Agut Steve Darcis Andriej Rublow          |
| 40.     | 2 października  | China Open Pekin ATP World Tour 500 4 089 265 $ – Twarda                              | Henri Kontinen John Peers       | 6:3, 3:6, 10–7       | John Isner Jack Sock                   | Grigor Dimitrow Alexander Zverev   | John Isner Roberto Bautista-Agut Steve Darcis Andriej Rublow          |
| 40.     | 2 października  | Rakuten Japan Open Tennis Championships Tokio ATP World Tour 500 1 706 175 $ – Twarda | David Goffin                    | 6:3, 7:5             | Adrian Mannarino                       | Marin Čilić Diego Schwartzman      | Ryan Harrison Yūichi Sugita Richard Gasquet Steve Johnson             |
| 40.     | 2 października  | Rakuten Japan Open Tennis Championships Tokio ATP World Tour 500 1 706 175 $ – Twarda | Ben McLachlan Yasutaka Uchiyama | 6:4, 7:6(1)          | Jamie Murray Bruno Soares              | Marin Čilić Diego Schwartzman      | Ryan Harrison Yūichi Sugita Richard Gasquet Steve Johnson             |
| 41.     | 9 października  | Shanghai Rolex Masters Szanghaj ATP World Tour Masters 1000 7 906 170 $ – Twarda      | Roger Federer                   | 6:4, 6:3             | Rafael Nadal                           | Marin Čilić Juan Martín del Potro  | Grigor Dimitrow Albert Ramos-Viñolas Viktor Troicki Richard Gasquet   |
| 41.     | 9 października  | Shanghai Rolex Masters Szanghaj ATP World Tour Masters 1000 7 906 170 $ – Twarda      | Henri Kontinen John Peers       | 6:4, 6:2             | Łukasz Kubot Marcelo Melo              | Marin Čilić Juan Martín del Potro  | Grigor Dimitrow Albert Ramos-Viñolas Viktor Troicki Richard Gasquet   |
| 42.     | 16 października | Kremlin Cup Moskwa ATP World Tour 250 823 600 $ – Twarda (hala)                       | Damir Džumhur                   | 6:2, 1:6, 6:4        | Ričardas Berankis                      | Mirza Bašić Adrian Mannarino       | Daniił Miedwiediew Andreas Seppi Dudi Sela Aleksandr Bublik           |
| 42.     | 16 października | Kremlin Cup Moskwa ATP World Tour 250 823 600 $ – Twarda (hala)                       | Maks Mirny Philipp Oswald       | 6:3, 7:5             | Damir Džumhur Antonio Šančić           | Mirza Bašić Adrian Mannarino       | Daniił Miedwiediew Andreas Seppi Dudi Sela Aleksandr Bublik           |
| 42.     | 16 października | European Open Antwerpia ATP World Tour 250 660 375 € – Twarda (hala)                  | Jo-Wilfried Tsonga              | 6:3, 7:5             | Diego Schwartzman                      | Stefanos Tsitsipas Ruben Bemelmans | David Goffin David Ferrer João Sousa Julien Benneteau                 |
| 42.     | 16 października | European Open Antwerpia ATP World Tour 250 660 375 € – Twarda (hala)                  | Scott Lipsky Divij Sharan       | 6:4, 2:6, 10–5       | Santiago González Julio Peralta        | Stefanos Tsitsipas Ruben Bemelmans | David Goffin David Ferrer João Sousa Julien Benneteau                 |
| 42.     | 16 października | If Stockholm Open Sztokholm ATP World Tour 250 660 375 € – Twarda (hala)              | Juan Martín del Potro           | 6:4, 6:2             | Grigor Dimitrow                        | Fabio Fognini Fernando Verdasco    | Mischa Zverev Jack Sock Yūichi Sugita Kevin Anderson                  |
| 42.     | 16 października | If Stockholm Open Sztokholm ATP World Tour 250 660 375 € – Twarda (hala)              | Oliver Marach Mate Pavić        | 3:6, 7:6(6), 10–4    | Aisam-ul-Haq Qureshi Jean-Julien Rojer | Fabio Fognini Fernando Verdasco    | Mischa Zverev Jack Sock Yūichi Sugita Kevin Anderson                  |
| 43.     | 23 października | Erste Bank Open Wiedeń ATP World Tour 500 2 621 850 € – Twarda (hala)                 | Lucas Pouille                   | 6:1, 6:4             | Jo-Wilfried Tsonga                     | Philipp Kohlschreiber Kyle Edmund  | Alexander Zverev Diego Schwartzman Jan-Lennard Struff Richard Gasquet |
| 43.     | 23 października | Erste Bank Open Wiedeń ATP World Tour 500 2 621 850 € – Twarda (hala)                 | Rohan Bopanna Pablo Cuevas      | 7:6(7), 6:7(4), 11–9 | Marcelo Demoliner Sam Querrey          | Philipp Kohlschreiber Kyle Edmund  | Alexander Zverev Diego Schwartzman Jan-Lennard Struff Richard Gasquet |
| 43.     | 23 października | Swiss Indoors Basel Bazylea ATP World Tour 500 2 109 285 € – Twarda (hala)            | Roger Federer                   | 6:7(5), 6:4, 6:3     | Juan Martín del Potro                  | David Goffin Marin Čilić           | Adrian Mannarino Jack Sock Roberto Bautista-Agut Márton Fucsovics     |
| 43.     | 23 października | Swiss Indoors Basel Bazylea ATP World Tour 500 2 109 285 € – Twarda (hala)            | Ivan Dodig Marcel Granollers    | 7:5, 7:6(6)          | Fabrice Martin Édouard Roger-Vasselin  | David Goffin Marin Čilić           | Adrian Mannarino Jack Sock Roberto Bautista-Agut Márton Fucsovics     |
| 44.     | 30 października | Rolex Paris Masters Paryż ATP World Tour Masters 1000 4 507 375 € – Twarda (hala)     | Jack Sock                       | 5:7, 6:4, 6:1        | Filip Krajinović                       | John Isner Julien Benneteau        | Rafael Nadal Juan Martín del Potro Marin Čilić Fernando Verdasco      |
| 44.     | 30 października | Rolex Paris Masters Paryż ATP World Tour Masters 1000 4 507 375 € – Twarda (hala)     | Łukasz Kubot Marcelo Melo       | 7:6(3), 3:6, 10–6    | Ivan Dodig Marcel Granollers           | John Isner Julien Benneteau        | Rafael Nadal Juan Martín del Potro Marin Čilić Fernando Verdasco      |

### Listopad
| Tydzień | Data         | Turniej                                                                                    | Zwycięzcy                 | Wynik                    | Finaliści                 | Półfinaliści                   | Faza grupowa                                                                |
| ------- | ------------ | ------------------------------------------------------------------------------------------ | ------------------------- | ------------------------ | ------------------------- | ------------------------------ | --------------------------------------------------------------------------- |
| 45.     | 6 listopada  | Next Generation ATP Finals Mediolan Next Generation ATP Finals 1 275 000 $ – Twarda (hala) | Chung Hyeon               | 3:4(6), 4:3(2), 4:2, 4:2 | Andriej Rublow            | Borna Ćorić Daniił Miedwiediew | Karen Chaczanow Jared Donaldson Gianluigi Quinzi Denis Shapovalov           |
| 46.     | 13 listopada | ATP Finals Londyn ATP Finals 8 000 000 $ – Twarda (hala)                                   | Grigor Dimitrow           | 7:5, 4:6, 6:3            | David Goffin              | Roger Federer Jack Sock        | Pablo Carreño-Busta Marin Čilić Rafael Nadal Dominic Thiem Alexander Zverev |
| 46.     | 13 listopada | ATP Finals Londyn ATP Finals 8 000 000 $ – Twarda (hala)                                   | Henri Kontinen John Peers | 6:4, 6:2                 | Łukasz Kubot Marcelo Melo | Roger Federer Jack Sock        | Pablo Carreño-Busta Marin Čilić Rafael Nadal Dominic Thiem Alexander Zverev |

## Wielki Szlem
| Turniej         | Gra pojedyncza | Gra podwójna                  | Gra mieszana                        |
| Australian Open | Roger Federer  | Henri Kontinen John Peers     | Juan Sebastián Cabal Abigail Spears |
| French Open     | Rafael Nadal   | Ryan Harrison Michael Venus   | Rohan Bopanna Gabriela Dabrowski    |
| Wimbledon       | Roger Federer  | Łukasz Kubot Marcelo Melo     | Jamie Murray Martina Hingis         |
| US Open         | Rafael Nadal   | Jean-Julien Rojer Horia Tecău | Jamie Murray Martina Hingis         |

## Wygrane turnieje
(Stan na 1 października)

### Gra pojedyncza – klasyfikacja tenisistów
| Lp. | Wygrane | Tenisista             | Państwo              |
| 1.  | 5       | Roger Federer         | Szwajcaria           |
|     | 5       | Rafael Nadal          | Hiszpania            |
|     | 5       | Alexander Zverev      | Niemcy               |
| 2.  | 3       | Jo-Wilfried Tsonga    | Francja              |
|     | 3       | Grigor Dimitrow       | Bułgaria             |
| 3.  | 2       | Roberto Bautista-Agut | Hiszpania            |
|     | 2       | Novak Đoković         | Serbia               |
|     | 2       | John Isner            | Stany Zjednoczone    |
|     | 2       | Gilles Müller         | Luksemburg           |
|     | 2       | Lucas Pouille         | Francja              |
|     | 2       | Sam Querrey           | Stany Zjednoczone    |
|     | 2       | Jack Sock             | Stany Zjednoczone    |
| 4.  | 1       | Pablo Carreño-Busta   | Hiszpania            |
|     | 1       | Marin Čilić           | Chorwacja            |
|     | 1       | Pablo Cuevas          | Urugwaj              |
|     | 1       | Borna Ćorić           | Chorwacja            |
|     | 1       | Ołeksandr Dołhopołow  | Ukraina              |
|     | 1       | Damir Džumhur         | Bośnia i Hercegowina |
|     | 1       | Víctor Estrella       | Dominikana           |
|     | 1       | David Ferrer          | Hiszpania            |
|     | 1       | Fabio Fognini         | Włochy               |
|     | 1       | David Goffin          | Belgia               |
|     | 1       | Peter Gojowczyk       | Niemcy               |
|     | 1       | Ryan Harrison         | Stany Zjednoczone    |
|     | 1       | Denis Istomin         | Uzbekistan           |
|     | 1       | Steve Johnson         | Stany Zjednoczone    |
|     | 1       | Philipp Kohlschreiber | Niemcy               |
|     | 1       | Feliciano López       | Hiszpania            |
|     | 1       | Leonardo Mayer        | Argentyna            |
|     | 1       | Andy Murray           | Wielka Brytania      |
|     | 1       | Andriej Rublow        | Rosja                |
|     | 1       | Yūichi Sugita         | Japonia              |
|     | 1       | Dominic Thiem         | Austria              |
|     | 1       | Stan Wawrinka         | Szwajcaria           |

### Gra pojedyncza – klasyfikacja państw
| Lp. | Wygrane              | Państwo |
| 1.  | Hiszpania            | 10      |
| 2.  | Stany Zjednoczone    | 8       |
| 3.  | Niemcy               | 7       |
| 4.  | Szwajcaria           | 6       |
| 5.  | Francja              | 5       |
| 6.  | Bułgaria             | 3       |
| 7.  | Chorwacja            | 2       |
|     | Luksemburg           | 2       |
|     | Serbia               | 2       |
| 8.  | Argentyna            | 1       |
|     | Austria              | 1       |
|     | Belgia               | 1       |
|     | Bośnia i Hercegowina | 1       |
|     | Dominikana           | 1       |
|     | Japonia              | 1       |
|     | Rosja                | 1       |
|     | Ukraina              | 1       |
|     | Urugwaj              | 1       |
|     | Uzbekistan           | 1       |
|     | Wielka Brytania      | 1       |
|     | Włochy               | 1       |

### Gra podwójna – klasyfikacja tenisistów
| Lp. | Wygrane | Tenisista              | Państwo           |
| 1.  | 5       | Łukasz Kubot           | Polska            |
|     | 5       | Marcelo Melo           | Brazylia          |
|     | 5       | Aisam-ul-Haq Qureshi   | Pakistan          |
| 2.  | 4       | Nicolas Mahut          | Francja           |
|     | 4       | Rajeev Ram             | Stany Zjednoczone |
|     | 4       | Jean-Julien Rojer      | Holandia          |
|     | 4       | Horia Tecău            | Rumunia           |
| 3.  | 3       | Juan Sebastián Cabal   | Kolumbia          |
|     | 3       | Pablo Cuevas           | Urugwaj           |
|     | 3       | Pierre-Hugues Herbert  | Francja           |
|     | 3       | Jamie Murray           | Wielka Brytania   |
|     | 3       | Bruno Soares           | Brazylia          |
| 4.  | 2       | Brian Baker            | Stany Zjednoczone |
|     | 2       | Julien Benneteau       | Francja           |
|     | 2       | Rohan Bopanna          | Indie             |
|     | 2       | Bob Bryan              | Stany Zjednoczone |
|     | 2       | Mike Bryan             | Stany Zjednoczone |
|     | 2       | Ivan Dodig             | Chorwacja         |
|     | 2       | Guillermo Durán        | Argentyna         |
|     | 2       | Robert Farah           | Kolumbia          |
|     | 2       | Ryan Harrison          | Stany Zjednoczone |
|     | 2       | Roman Jebavý           | Czechy            |
|     | 2       | Raven Klaasen          | Południowa Afryka |
|     | 2       | Henri Kontinen         | Finlandia         |
|     | 2       | Nikola Mektić          | Chorwacja         |
|     | 2       | Matwé Middelkoop       | Holandia          |
|     | 2       | Andrés Molteni         | Argentyna         |
|     | 2       | Philipp Oswald         | Austria           |
|     | 2       | Mate Pavić             | Chorwacja         |
|     | 2       | John Peers             | Australia         |
|     | 2       | Michael Venus          | Nowa Zelandia     |
| 5.  | 1       | Pablo Carreño-Busta    | Hiszpania         |
|     | 1       | James Cerretani        | Stany Zjednoczone |
|     | 1       | Jonatan Erlich         | Izrael            |
|     | 1       | Jérémy Chardy          | Francja           |
|     | 1       | Marcel Granollers      | Hiszpania         |
|     | 1       | Treat Huey             | Filipiny          |
|     | 1       | Dominic Inglot         | Wielka Brytania   |
|     | 1       | Thanasi Kokkinakis     | Australia         |
|     | 1       | Wesley Koolhof         | Holandia          |
|     | 1       | Julian Knowle          | Austria           |
|     | 1       | Robert Lindstedt       | Szwecja           |
|     | 1       | Oliver Marach          | Austria           |
|     | 1       | Fabrice Martin         | Francja           |
|     | 1       | Marcin Matkowski       | Polska            |
|     | 1       | Florin Mergea          | Rumunia           |
|     | 1       | Jeevan Nedunchezhiyan  | Indie             |
|     | 1       | Alexander Peya         | Austria           |
|     | 1       | Julio Peralta          | Chile             |
|     | 1       | Philipp Petzschner     | Niemcy            |
|     | 1       | Édouard Roger-Vasselin | Francja           |
|     | 1       | André Sá               | Brazylia          |
|     | 1       | Adil Shamasdin         | Kanada            |
|     | 1       | Rogério Dutra Silva    | Brazylia          |
|     | 1       | Jordan Thompson        | Australia         |
|     | 1       | Viktor Troicki         | Serbia            |
|     | 1       | Jiří Veselý            | Czechy            |
|     | 1       | Horacio Zeballos       | Argentyna         |
|     | 1       | Nenad Zimonjić         | Serbia            |
|     | 1       | Alexander Zverev       | Niemcy            |
|     | 1       | Mischa Zverev          | Niemcy            |

### Gra podwójna – klasyfikacja państw
Tytuły zdobyte przez zawodników z tego samego państwa liczone są oddzielnie.
| Lp. | Wygrane           | Państwo |
| 1.  | Francja           | 12      |
|     | Stany Zjednoczone | 12      |
| 2.  | Brazylia          | 10      |
| 3.  | Holandia          | 7       |
| 4.  | Chorwacja         | 6       |
|     | Polska            | 6       |
| 5.  | Argentyna         | 5       |
|     | Kolumbia          | 5       |
|     | Rumunia           | 5       |
| 6.  | Australia         | 4       |
|     | Austria           | 4       |
|     | Pakistan          | 4       |
|     | Wielka Brytania   | 4       |
| 7.  | Czechy            | 3       |
|     | Indie             | 3       |
|     | Niemcy            | 3       |
|     | Urugwaj           | 3       |
| 8.  | Finlandia         | 2       |
|     | Hiszpania         | 2       |
|     | Nowa Zelandia     | 2       |
|     | Południowa Afryka | 2       |
|     | Serbia            | 2       |
| 9.  | Chile             | 1       |
|     | Filipiny          | 1       |
|     | Kanada            | 1       |
|     | Szwecja           | 1       |

## Obronione tytuły
- Novak Đoković – Doha (singel)
- Víctor Estrella – Quito (singel)
- Juan Sebastián Cabal – Buenos Aires (debel)
- Robert Farah – Buenos Aires (debel)
- Pablo Cuevas – São Paulo (singel)
- Rafael Nadal – Monte Carlo (singel), Barcelona (singel)
- Stan Wawrinka – Geneva (singel)
- Juan Martín del Potro – Sztokholm (singel)
- Marcel Granollers – Bazylea (debel)
- Henri Kontinen – ATP Finals (debel)
- John Peers – ATP Finals (debel)